# Atractocerus emarginatus
Atractocerus emarginatus is een keversoort uit de familie Lymexylidae. De wetenschappelijke naam van de soort is voor het eerst geldig gepubliceerd in 1836 door Laporte de Castelnau.